# Vítor Damas
Vítor Manuel Afonso Damas Oliveira (Lisbona, 8 ottobre 1947 – Lisbona, 10 settembre 2003) è stato un calciatore portoghese, di ruolo portiere.
Un vicino di casa, attivo nella sezione di tennis tavolo dello Sporting, lo porta al campo di allenamento: è il più piccolo e lo mettono tra i pali. In un derby con il Benfica regala alcuni gol e finisce in lacrima ma pochi anni dopo, diciassettenne, firma il suo primo contratto: riceve 20 contos per acquistare i guanti e 5 contos di salario.
A 19 anni è già nel giro della prima squadra, pronto a succedere a Carvalho come portiere titolare dalla stagione 1968-69 e ad iniziare a collezionare successi, in campionato e in coppa di Portogallo. Per il cronista Carlos Piñhão de A Bola: « Chama-se Damas, o Eusébio do Sporting Clube ». Tra i pali è agile ed elegante, con un'ottima proprietà di palleggio con i piedi per la sua epoca.
Nel 1969 colleziona anche il suo primo gettone in nazionale, nel 1986 il suo ventinovesimo ed ultimo.

## Palmarès
- Campionato portoghese: 2

Sporting: 1969-1970, 1973-1974
- Coppa di Portogallo: 3

Sporting: 1970-1971, 1972-73, 1973-74
- Supercoppa di Portogallo: 1

Sporting: 1987